# Шукра

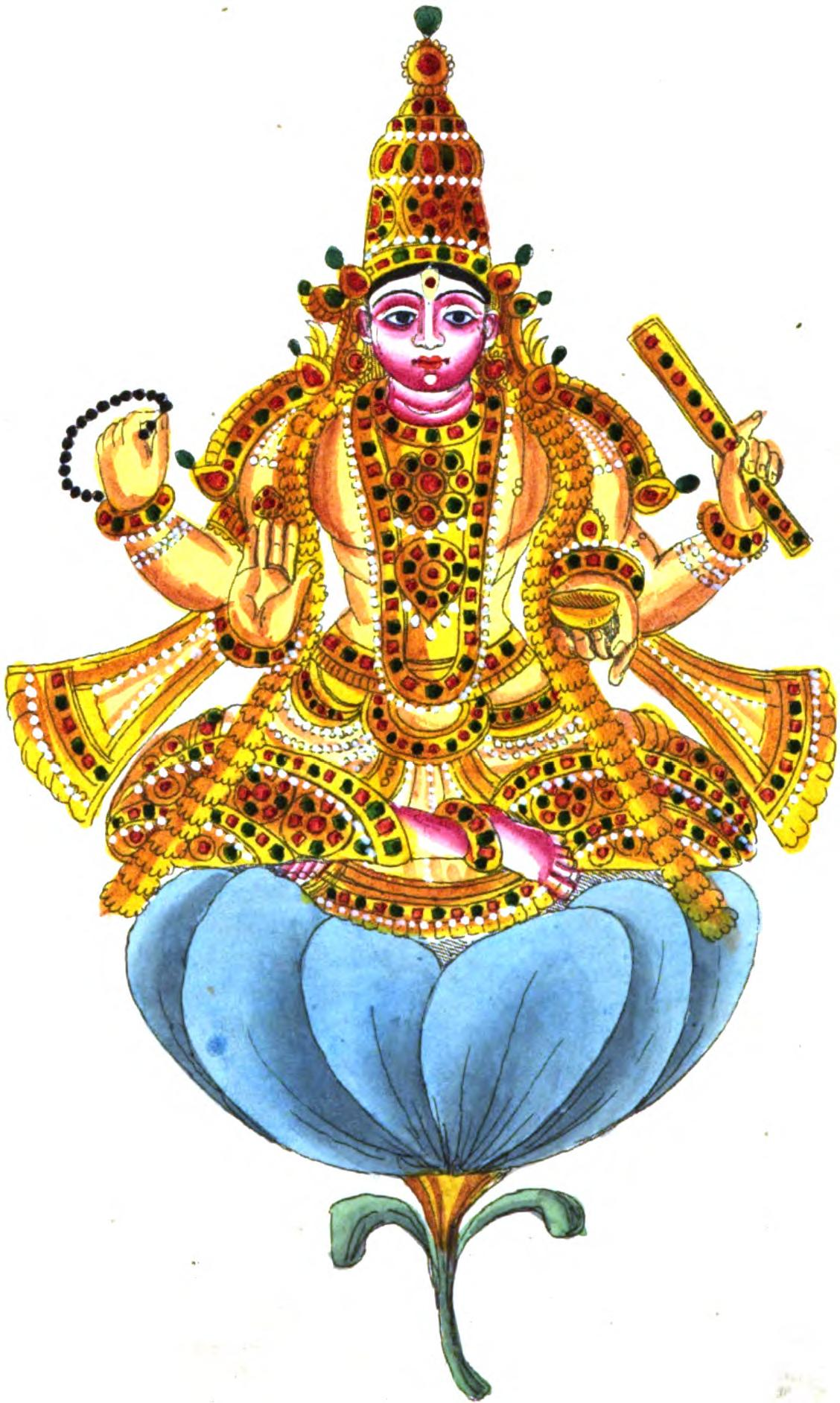
Шукра - гуру асурів і дайтїв

Шу́кра (санскр. शुक्र, {{IAST|Śukra}} «ясний, чистий, білий») або Шукрача́ря (санскр. शुक्राचार्य) — син Бхрігу в індуїзмі, наставник дайтьїв і гуру асурів. За різними джерелами ваханою Шукри є верблюд, кінь або крокодил. В руках він тримає тростину, Джапа-мала чотки і квітку лотоса, а іноді— лук і стріли. З Шукрою пов'язаний ведичний ріші Ушанас. В Джйотиші Шукра ототожнюється з планетою Венера, однією з Наваграх (дев'яти небесних тіл). Правитель дня п'ятниці.

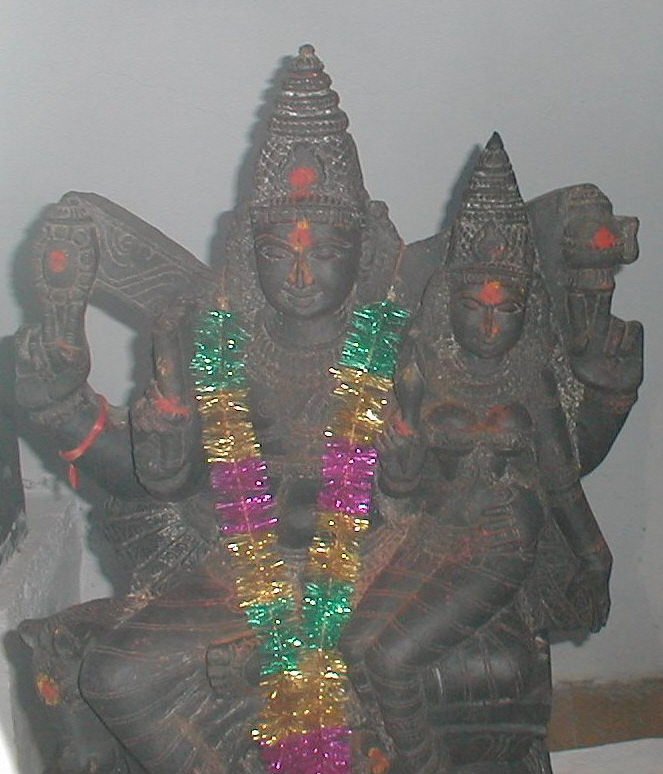
Шукра з супутницею Дваржашвіні

## Мантри
Умиротворення Шукри.
- Ом Хрім Шукрая Намах
- Ом Шукрая Намах
- Ом Драм Дрім Друм Сах Шукрайе намах

Повторення мантри сприяє розвитку музичних і художніх нахилів, а також вокальних даних, дає щастя в любові, збільшує чарівливість, привабливість особистості та притягає матеріальні блага.
Шукра Гаятрі
Om aswadhwajaaya vidmahae 
dhanur hastaaya dheemahi 
tanno shukra: prachodayaat
Om, Дозвольте мені медитувати на того, хто має коня на прапорі,
О, Той, хто має лук у руці, дай мені більш високий інтелект,
І нехай Шукра просвітлює мій розум.
Милостиня. Жертвують шовковий одяг, сметану, йогурт, ароматні масла, цукор, коров'ячий гній, або камфору бідній молодій жінці ввечері в п'ятницю.
Пост - у п'ятницю, особливо в перебігу Махадаси і бхукті Шукрі і протягом несприятливих транзитів Венери.
Мантра - повторюється в п'ятницю на сході сонця, особливо протягом періодів і підперіодів Шукрі.
Шукра Сіід мантра: ом драм дрім драум сах шукрайа намах
Планетарне божество Шукра благословляє на багатство і щасливе подружжя.